# 그의 연인 프라이데이
《그의 연인 프라이데이》(영어: His Girl Friday)는 1940년에 개봉한 미국의 코미디 영화이다. 이 영화는 하워드 호크스가 감독을 맡았으며 케리 그랜트와 로절린드 러셀이 주연을 맡았다. 이 영화는 1928년에 공연되었던 《제1면》을 두 번째로 각색한 작품으로 스크루볼 코미디의 대표작으로 평가되고 있다. 1968년에 이 영화는 저작권 등록에 실패하면서 퍼블릭 도메인이 되었다. 1999년에 미국 영화 연구소는 이 영화를 '100대 코미디 영화' 중 19위에 선정했으며, 미국 의회도서관은 1993년에 이 영화를 보존하기로 하였다.

## 캐스팅
- 케리 그랜트 - 월터 번즈
- 로절린드 러셀 - 힐데가드 "힐디" 존슨
- 랠프 벨러미 - 브루스 볼드윈
- 진 로크하트 - 피터 B. 하트웰
- 헬렌 맥 - 몰리 멀로이
- 포터 홀 - 머피
- 어니스트 트러스 - 로이 V. 벤싱어
- 클리프 에드워즈 - 엔디코트
- 클레런스 콜브 - 프레드 (시장)
- 로스코 칸스 - 맥큐
- 프랭크 젠크스 - 윌슨
- 레지스 투미 - 샌더스
- 애브너 빌버먼 - 루이 펠루소
- 프랭크 오스 - 더피
- 존 쿠알른 - 얼 윌리엄스
- 엘머 크루거 - 볼드윈 부인
- 빌리 길버트 - 조 패티본
- 팻 웨스트 - 쿨리
- 에드윈 맥스웰 - 맥스 J. 애걸호퍼